# Домашний чемпионат Великобритании 1971/1972
Домашний чемпионат Великобритании 1971/72 (англ. 1971–72 British Home Championship), или Домашний международный чемпионат 1971/72 (англ. 1971–72 Home International Championship) — семьдесят седьмой розыгрыш Домашнего чемпионата, футбольного турнира с участием сборных четырёх стран Великобритании (Англии, Шотландии, Уэльса и Северной Ирландии). Победу в турнире «разделили» между собой сборные Англии и Шотландии.
Это был первый (но не последний) розыгрыш Домашнего чемпионата Британии, на который повлияла «Смута» в Северной Ирландии. Игроки сборной Шотландии получили угрозы убийством от имени Временной Ирландской республиканской армии перед игрой против североирландцев на стадионе «Уиндзор Парк» в Белфасте. Антибританские настроения усилились после «кровавого воскресенья» января 1972 года. Из-за этих событий не был завершён регбийный турнир Кубок пяти наций. Домашние матчи сборной Северной Ирландии было решено перенести из Белфаста в Глазго, на стадион «Хэмпден Парк» (домашний стадион сборной Шотландии).
Турнир начался 20 мая 1972 года, когда в Кардиффе Англия разгромила Уэльс (3:0), а в Глазго Шотландия обыграла Северную Ирландию (2:0). 23 мая Англия в Лондоне проиграла Северной Ирландии (0:1), а на следующий день Шотландия обыграла Уэльс (1:0). 27 мая шотландцы в Глазго с минимальным счётом проиграли англичанам, а валлийцы в Рексеме сыграли вничью с североирландцами (0:0). Матч между Шотландией и Англией был очень жёстким: итальянский судья Серджо Гонелла подзывал к себе капитанов Бобби Мура и Билли Макнилла, попросив их успокоить свои команды, так как за первые полчаса игры было зафиксировано сорок нарушений правил. Со стороны англичан жёстко играли Питер Стори и Норман Хантер, а со стороны шотландцев — Билли Бремнер, Бобби Монкер и Денис Лоу. По сообщениям прессы, игроки «больше пытались пинать друг друга, а не мяч». Благодаря победе англичан в последнем матче они сравнялись по очкам с шотландцами и «разделили» победу в турнире.

## Турнирная таблица
| Поз | Команда           | И | В | Н | П | МЗ | МП | РМ | О |
| --- | ----------------- | - | - | - | - | -- | -- | -- | - |
| 1   | Англия (Ч)        | 3 | 2 | 0 | 1 | 4  | 1  | +3 | 4 |
| 1   | Шотландия (Ч)     | 3 | 2 | 0 | 1 | 3  | 1  | +2 | 4 |
| 3   | Северная Ирландия | 3 | 1 | 1 | 1 | 1  | 2  | −1 | 3 |
| 4   | Уэльс             | 3 | 0 | 1 | 2 | 0  | 4  | −4 | 1 |

## Результаты матчей
| Уэльс | 0:3     | Англия                           |
| ----- | ------- | -------------------------------- |
|       | (отчёт) | - Хьюз 25′ - Марш 60′ - Белл 61′ |

| Шотландия               | 2:0     | Северная Ирландия |
| ----------------------- | ------- | ----------------- |
| - Лоу 86′ - Лоример 89′ | (отчёт) |                   |

| Англия | 0:1     | Северная Ирландия |
| ------ | ------- | ----------------- |
|        | (отчёт) | Нилл 33′          |

| Шотландия   | 1:0     | Уэльс |
| ----------- | ------- | ----- |
| Лоример 78′ | (отчёт) |       |

| Шотландия | 0:1     | Англия   |
| --------- | ------- | -------- |
|           | (отчёт) | Болл 28′ |

| Уэльс | 0:0     | Северная Ирландия |
| ----- | ------- | ----------------- |
|       | (отчёт) |                   |

## Победители
| Победитель Домашнего чемпионата 1971/72 |
| Англия Сорок седьмой титул              |

| Победитель Домашнего чемпионата 1971/72 |
| Шотландия Тридцать восьмой титул        |

## Бомбардиры
- 2 гола
  -  Питер Лоример

- 1 гол
  -  Колин Белл
  -  Алан Болл
  -  Родни Марш
  -  Эмлин Хьюз
  -  Терри Нилл
  -  Денис Лоу